# Danae racemosa
Danae es un género monotípico de plantas fanerógamas perteneciente a la familia de las asparagáceas, anteriormente ruscáceas. Su única especie: Danae racemosa, es originaria de la cuenca del Mediterráneo donde se distribuye por Turquía, Italia y Francia, extendiéndose hasta Irán.

## Descripción
Es una planta perennifolia o semi-perenne con el follaje de color verde brillante.
Su tamaño es de alrededor de unos 20 cm de altura. Los brotes jóvenes aparecen en la primavera como el espárrago.

## Taxonomía
Danae racemosa fue descrita por (L.) Moench y publicado en Methodus Plantas Horti Botanici et Agri Marburgensis : a staminum situ describendi 170, en el año 1794.
Sinonimia
- Danae laurus Medik.
- Danaidia racemosa (L.) Link
- Ruscus racemosus L.
- Ruscus terminalis Salisb.[6]